# San Gerónimo, Aguascalientes
San Gerónimo är en ort i Mexiko.   Den ligger i kommunen El Llano och delstaten Aguascalientes, i den centrala delen av landet, 400 km nordväst om huvudstaden Mexico City. San Gerónimo ligger 1 983 meter över havet och antalet invånare är 143.
Terrängen runt San Gerónimo är huvudsakligen en högslätt. San Gerónimo ligger nere i en dal. Runt San Gerónimo är det tätbefolkat, med 459 invånare per kvadratkilometer. Närmaste större samhälle är Aguascalientes, 15,2 km väster om San Gerónimo. Trakten runt San Gerónimo består till största delen av jordbruksmark.